# Desmopsis lanceolata
Desmopsis lanceolata là loài thực vật có hoa thuộc họ Na. Loài này được Lundell mô tả khoa học đầu tiên năm 1939.